# Astichus tauricus
Astichus tauricus är en stekelart som beskrevs av Boucek 1963. Astichus tauricus ingår i släktet Astichus och familjen finglanssteklar. Inga underarter finns listade.